# Galvez - Imperador do Acre
Galvez, Imperador do Acre    é um romance escrito por Márcio Souza, jornalista, dramaturgo, editor, roteirista e romancista amazonense.
O romance começou a ser escrito em 1966 até  1968, o propósito do autor era redigir um roteiro cinematográfico, com idas e vindas, o texto somente foi publicado em 1976, marcando o início da carreira literária do artista e conferindo-lhe o prêmio de escritor revelação da Associação Paulista de Críticos de Arte.
Segundo a crítica, Galvez, Imperador do Acre é uma obra herdeira da estética fragmentária adotada pelo escritor modernista Oswald de Andrade, com cenas descontínuas, simultâneas, em uma espécie de linguagem telegráfica, que remete justamente ao roteiro de um filme, mesclando ainda a paródia, a sátira  e a alegoria, que se achavam em voga nos anos 1960 e 1970.
Há registros que o romance teria gerado polêmica na região, porque as autoridades, de um modo geral, consideraram um desrespeito à História oficial. Não se observando, naquela ocasião, contudo, que existia uma nota introdutória do próprio autor chamando atenção para o caráter ficcional da obra.
Galvez, Imperador do Acre foi indicado como leitura obrigatória para o vestibular da Universidade de Rondônia, em sua edição de 2011 , e para o vestibular da Universidade Federal de Roraima, conforme consta no Manual do Candidato 2015 , disponível na página virtual da universidade. Os governos dos estados do Norte do país, como é o caso do Amazonas, costumam investir na divulgação da obra, distribuindo-a para as escolas públicas regularmente. 
O cineasta Hector Babenco, ao falecer em 2016, deixou pronto o roteiro do filme Galvez, Imperador do Acre, baseado no romance homônimo. A obra romanesca de Márcio Souza foi levada ao palco por Carlos Canhameiro , com a participação de artistas como Ana Carolina Godoy, Fabricio Licursi, Mariana Goulart, entre outros.  

## Síntese narrativa
A base para a narrativa é um acontecimento histórico: a anexação do Acre , no final do século XIX, e toma como ponto de partida a figura de Luis Gálvez Rodríguez de Arias (1864-1935), aventureiro espanhol, que se envolveu nas disputas de fronteiras, que eram cobiçadas por brasileiros e bolivianos, mas também por estadounidenses. 
Galvez  nascera na Espanha em 1864, viveu na Itália, na Argentina e no Brasil. Em 14 de julho de 1899, teria proclamado a independência política do Acre , numa homenagem aos 110 anos da  Queda da Bastilha . “Galvez  idealizou um país moderno para aquela época, com preocupações sociais, de meio ambiente e urbanísticas. Obtendo com isso uma significativa aprovação da sociedade local. Tanto assim que, após ter sido deposto pelo seringalista Antonio de Souza Braga, que se recusava a cumprir o bloqueio do envio da borracha para Manaus, em 01 de janeiro de 1900, foi recolocado no cargo de Presidente do Acre, apenas 30 dias depois, pelo mesmo seringalista, que reconheceu a excelência do trabalho que o espanhol vinha desenvolvendo a frente da Republica acreana.”
Na narrativa, misturam-se a pesquisa histórica sobre o passado, que busca inserir o universo amazônico na literatura nacional contemporânea, com um projeto ficcional arrojado e moderno. A história abre-se com um “aviso” feito um narrador, que se apresenta como editor da obra, o qual informa ter encontrado os manuscritos do que será contado em um sebo na capital francesa, Paris. Ele declara que se interessou pela história, pelo seu tom picaresco e que decidiu publicar o volume, que traz as memórias de Galvez, que as teria escrito, depois de idoso.
Desde o início, com a "intromissão" do narrador-editor, o leitor tem ciência que se deparará com dois narradores: um narrador, autor das memórias, aquele que conta as suas aventuras no norte do Brasil, no final do século XIX, e o narrador-editor, que se introduz na história, faz correções e, por vezes, até mesmo toma a liberdade de exagerar em algumas passagens narrativas. Trata-se, neste caso, de um artifício para criar a impressão de veracidade dos fatos contados e que, ao mesmo tempo, retira a responsabilidade daquele que escreve, seguindo a ideia dos poetas da antiga Grécia, que evocavam as musas para falarem por eles.
Depois de ter fugido da Espanha, passando por Roma e Buenos Aires, Galvez  teria chegado a Belém, onde se envolveu com um grupo de conspiradores que pretendia libertar o estado Acre. Boa parte das peripécias do romance está centrada também nos casos amorosos de Galvez, que se assemelha ao clássico Don Juan. 
A partir daí, a narrativa transita pelo interior da Amazônia, mesclando-se a cultura local, mas painéis interessantes, por exemplo, da Belle Époque em Manaus, apresentando-se, dessa forma, um clima de festa, sedução, erotismo e alegria. Ao final, Galvez é destituído do poder - o próprio narrador-editor já anunciara, no início da narrativa, que o protagonista morrera de velhice.  